# حوارة (نابلس)
حوارة بلدة فلسطينية في الضفة الغربية وتتبع لمحافظة نابلس، تقع على بعد 9 كم جنوبي مدينة نابلس على الطريق نابلس - القدس. و يديرها مجلس بلدي.

## التسمية

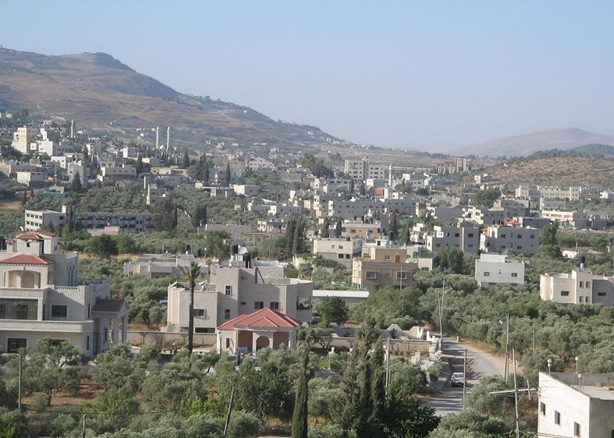
صورة لبلدة حوارة

تعني كلمة حوارة باللغة السريانية؛ البياض، أي الندية أو البقعة البيضاء، وذلك نسبة لتراب موقع البلدة، الذي يعرف بالعامية بكلمة (حُوَّر).

## السكان
دخلت فلسطين وفود كبيرة عبر العصور من تجار وغيرهم وذلك لموقعها الهام كنقطة وصل بين القارات، ومركز للحضارات والأديان.
يبلغ عدد سكان حوارة حاليا حوالي 6,659 نسمة جميعهم من المسلمين، وذلك حسب التعداد العام للسكان 2017 الذي أجراه الجهاز المركزي للإحصاء الفلسطيني.
| السنة      | 1922 | 1945  | 1967  | 1987  | 1997  | (تعداد 2017) |
| ---------- | ---- | ----- | ----- | ----- | ----- | ------------ |
| عدد السكان | 921  | 1,300 | 1,900 | 3,400 | 4,327 | 6,659        |

### عائلات حوارة
يعيش في حوارة ثلاث عائلات رئيسية وهي:[بحاجة لمصدر]
1. عودة: وأصلهم من غزة، قدم إلى حوارة طلباً للرزق، وتنتشر هذه العائلة في عدة أماكن في فلسطين مثل ميثلون, وخربة كفر ثلث، جلجولية وغيرها.
2. خموس: ويرجع أصلهم إلى بلدة مخماس الواقعة شمال القدس، ومخماس أو مخماس اسم معناه (مختف)وهي مدينة رومانية قديمة.
3. ضميدي: وتعود بأصلها إلى غور دامية ويذكر أن أصلهم من سوريا كما يقول البعض انهم كانوا من اللذين يضمدون الجروح مع صلاح الدين الأيوبي.

## الجغرافيا
ترتفع عن سطح البحر 500 م، بمساحة عمرانية قدرها 990 دونما، تقع ضمن أراضيها البالغة 7,980 دونم, منها 7,871 دونم مملوكة للفلسطينيين، و 111 دونم أراضي مشاع يزرع فيها الحبوب والأشجار المثمرة وخاصة الزيتون، وفيما يلي تفصيل لاستخدامات الأراضي المملوكة من قِبل الفلسطينيين: 607 دونم مزروعة بالبساتين المروية، 536 دونم مزروعة بالزيتون، 4,858 دونم مزروعة بالحبوب، 129 دونم مساحة عمرانية، 5,465 دونم صالحة للزراعة، و2,388 دونم بور.
يحد حوارة من الشرق قريتي اودلا وبيتا ومن الغرب بلدة عينابوس وأراضي بلدة جماعين ومن الجهة الشمالية الغربية أراضي عصيرة القبلية وبورين ومن الجهة الشرقية الشمالية بلدة عورتا.

## الاقتصاد
يعتمد اقتصادها على التجارة والزراعة، وتعتمد الزراعة فيها على مصدرين أساسيين هما نبع ماء وبئر ارتوازي أحدهما في وسط البلدة وآخر داخل حدود البلدة التي تربطها بأودلا، يقع في الجزء الشمال الشرقي منها. يعرف باسم بئر أودلا، حيث يستخدم هذان المصدران بالإضافة إلى مياه الأمطار في توفير مياه الشرب والري في الزراعة وتربية المواشي والدواجن،
أما في موضوع التجارة، يتميز تجار حوارة بتجارة الذهب، حيث أن معظم تجّار الذهب في نابلس هم من أهالي البلدة، ولموقع البلدة الجغرافي، ووقوعها على طريق القدس - نابلس، تمتد المحال التجارية على جانبي الطريق من بداية البلدة حتى نهايتها، وهذا دفع عدة بنوك لافتتاح فروع ومكاتب لها في البلدة، ويوجد فيها مدينتين للملاهي.

## مؤسسات البلدة
يدير البلدة مجلس بلدي منتخب، ومكون من 9 أعضاء، وفي البلدة العديد من المؤسسات الأهلية والحكومية والخاصة، وهي:
القطاع الصحي، كلية ابن سينا للعلوم الصحية وتشمل مركز أمومة وطفولة وقسم طوارئ، إلى جانب وجود عيادة صحية حكومية وعيادات خاصة في البلدة.
القطاع التعليمي، تضم البلدة عدداً من المدارس الحكومية والخاصة ورياض الأطفال، وفيها أيضاً مركز مديرية التربية والتعليم العالي - جنوب نابلس، ومرافقها من مركز تدريب، ومستودعات ... إلخ.
الأوقاف: في البلدة ست مساجد بنيت على فترات، وهي: الجامع القديم، الجامع الكبير، جامع علي بن أبي طالب، جامع بلال بن رباح، جامع عمر بن الخطاب، جامع الصالحين، وفيها أيضاً دار القرآن الكريم، ولجنة زكاة حوارة.
الجمعيات والنوادي والثقافة: جمعية حوارة الخيرية، جمعية النور، لجنة زكاة حوارة، منتدى حوارة الثقافي، منتدى العتيق الثقافي، نادي حوارة الرياضي، مكتبة بلدية حوارة.
المؤسسات الحكومية: مديرية التربية والتعليم العالي، مكتب التنمية الاجتماعية، مكتب الداخلية، المحكمة الشرعية.

## الأماكن الأثرية

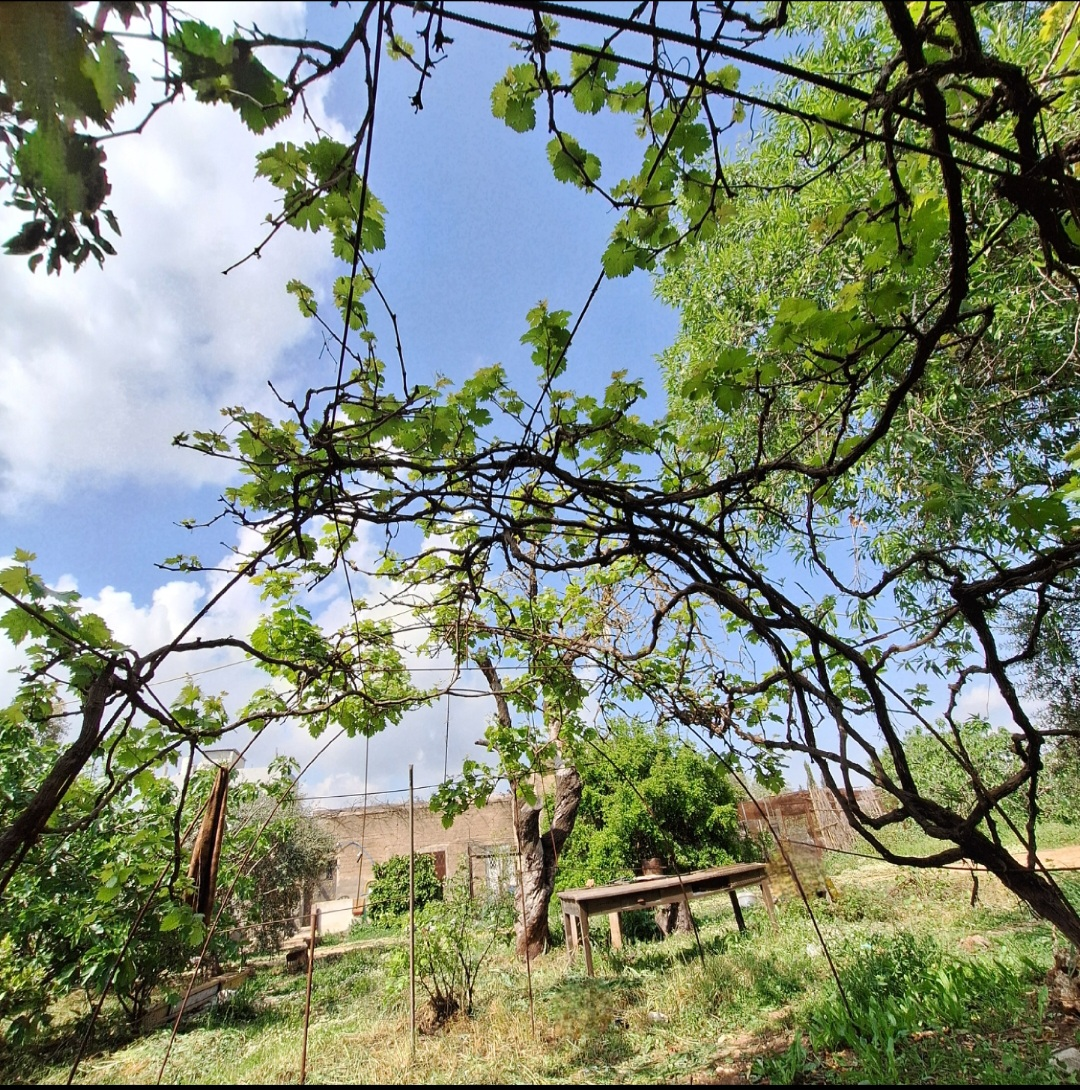
تعد حوارة نقطة ربط رئيسية بين شمال وجنوب الضفة الغربية، يغلق الاحتلال حاجز حوارة الرئيسي منذ بدء الإبادة الجماعية في غزة محبراً الفلسطينيين على اللجوء للطرق الالتفافية الصعبة والوعرة التي ينتظرون ساعات على حواجزها

يحيط ببلدة حوارة عدد من الخرب الأثرية، مثل خربة عطارة، خربة خضير، خربة الطيرة.

## أعمال العنف في حوارة 2023
في ليلة 26 شباط\فبراير 2023، تعرضت البلدة الى الهجوم من قبل مستوطنين إسرائيليين بعد مقتل شابين من المستوطنين في بلدة مجاورة، وقد جاء هذا بعد عدة ايام من توغل الجيش الإسرائيلي في نابلس ومقتل أحد عشر فلسطينيًا. وقد هاجم مئات المستوطنين الإسرائيليين حوارة وأضرموا النار فيها. ولم يتوقف الهجوم الصهيوني عند حدود حوارة، بل تعرض العديد من قرى جنوب شرق نابلس لذات الاعتداء، ومنها بورين وقريوت وزعترة وبيت فوريك وعصيرة القبلية، وتم اغتيال الشيخ سامح أقطش (37 عامًا) من زعترة، وإصابة حوالي 100 مواطن، وحرق 35 منزلاً بشكل كامل، وأكثر من 40 منزلاً حرق جزئي، وحرقت 100 سيارة، وغيرها من المحال التجارية والورش المهنية، فضلاً عن إغلاق وتطويق البلدات والقرى للحؤول دون وصول سيارات الإطفاء والإسعاف.